# توسع الفايكنغ

خريطة توضح مساحة المستوطنة الاسكندنافية في القرن الثامن (الأحمر الداكن) ، التاسع (الأحمر) ، العاشر (البرتقالي) يشير اللون الأصفر إلى المناطق التي احتلها النورمان في القرن الحادي عشر ، وهم من نسل الفايكنج جزئيًا. الأخضر يشير إلى المناطق التي تعرضت لغارات الفايكينغ.

توسع الفايكنغ هو العملية التي قام بها المستكشفين والتجار والمحاربين النرويجيين، والمعروفين في الدراسات الحديثة باسم الفايكنج، أبحروا عبر معظم شمال الأطلسي، ووصلوا جنوبا إلى شمال أفريقيا ومن الشرق إلى روسيا، القسطنطينية والشرق الأوسط كلصوص وتجار، ومستعمرين ومرتزقة. وصل الفايكنج في عهد ليف إريكسون، وريث إريك الأحمر، إلى أمريكا الشمالية وأقاموا مستوطنة لم تدم طويلاً في آنسي أوكس ميدوز، نيوفاوندلاند، كندا. تشكلت مستوطنات طويلة الأمد وأكثر رسوخاً في غرينلاند وأيسلندا وجزر فارو وبريطانيا العظمى وأيرلندا ونورماندي.

## الدافع للتوسع
هناك الكثير من النقاش بين المؤرخين حول ما أدى إلى توسع فايكنغ. إحدى الأفكار الشائعة على نطاق واسع هي أنها كانت محاولة للانتقام من الأوروبيين بسبب غزواتهم السابقة لأوطان الفايكنج، مثل حملة شارلمان لإجبار الوثنيين الاسكندنافيين على اعتناق المسيحية عن طريق قتل أي شخص رفض التعميد.     لاحظ المؤرخ رودولف سميك، «ليس من قبيل الصدفة أن يحدث نشاط فايكنغ المبكر في عهد شارلمان».  يشير الذين يؤيدون هذا التفسير إلى أن تغلغل المسيحية في الدول الاسكندنافية تسبب في نزاع خطير وقسم النرويج لمدة قرن تقريبًا. ومع ذلك، فإن الهدف الأول من الغارات الفايكينج لم يكن المملكة الفرنجة، ولكن الأديرة المسيحية في إنجلترا. وفقًا للمؤرخ بيتر سوير، فقد تمت مداهمتهم لأنهم كانوا مراكز للثروة ومزارعهم مجهزة جيدًا، وليس لأي أسباب دينية.

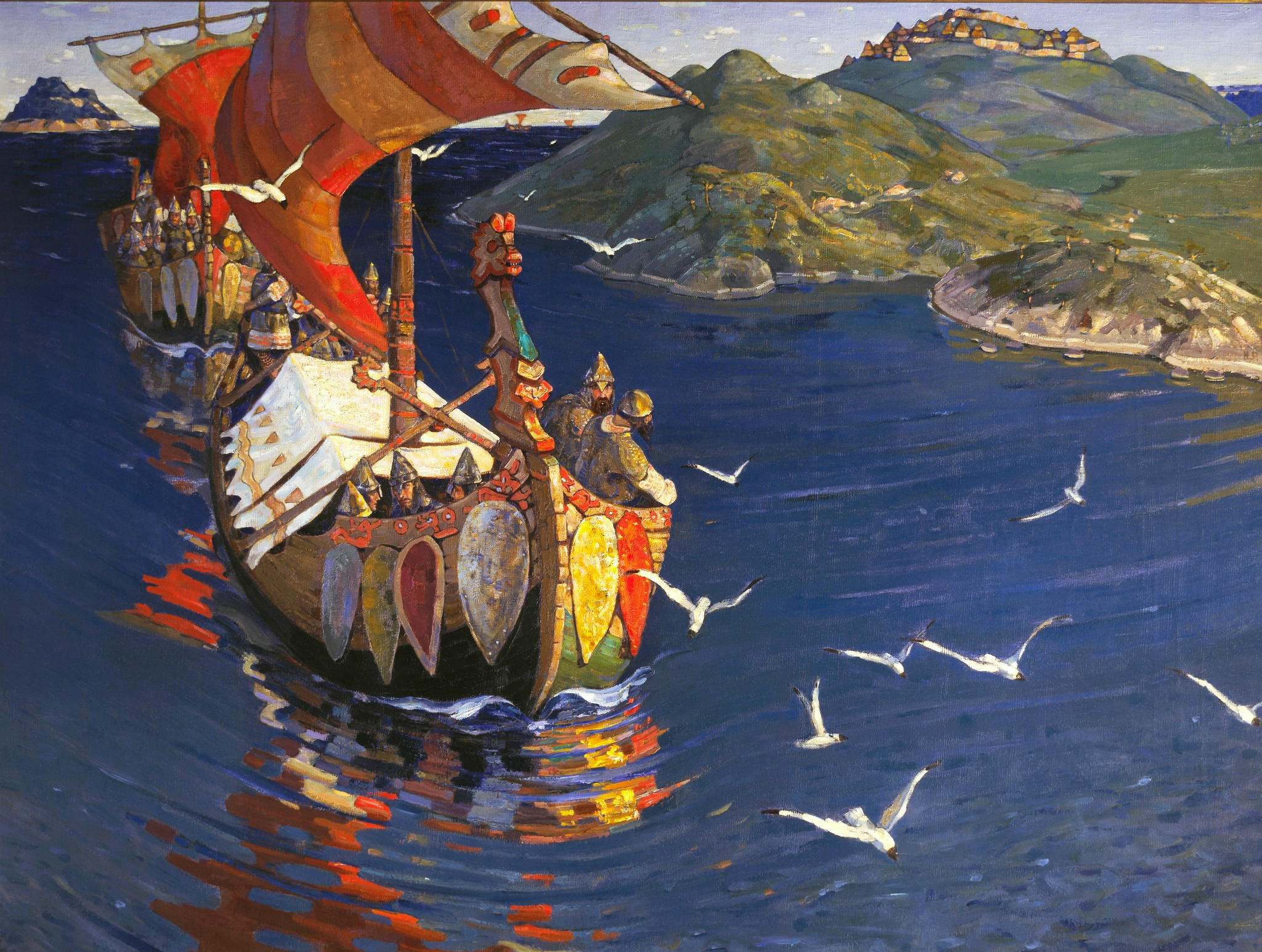
ضيف من الخارج. نيكولاس روريش. 1901

فكرة أخرى هي أن سكان فايكنغ قد تجاوزوا الإمكانيات الزراعية لوطنهم. قد يكون هذا صحيحًا في غرب النرويج، حيث كانت هناك احتياطيات قليلة من الأرض، ولكن من غير المحتمل أن تكون بقية الدول الاسكندنافية تعاني من المجاعة.

## بريطانيا وايرلندا

### إنكلترا

خريطة إنجلترا عام 878 ، تصور إقليم دانيلو

أراضي الملك كانوت 1014-1035. (لاحظ أن الأراضي النرويجية Jemtland ، هريدالن ، Idre و Særna ليست مدرجة في هذه الخريطة).

خلال عهد الملك بوريتريك في ويسيكس (786-802)، هبطت ثلاث سفن من «نورثمن» في خليج بورتلاند في دورست. أخطأ سكان ريف المحليون في تمييز الفايكنج وظنوا أنهم تجار ووجهوهم إلى الحوزة الملكية القريبة، لكن الزوار قتلوهم هم ورجالهم. استهدفت في وقت مبكر من غارة الفايكينغ المسجلة، في 6 يناير 793،  الدير في جزيرة ليندسفارن، قبالة الساحل الشمالي الشرقي ل نورثمبريا. وفقًا لمؤرخ ا الأنجلو نورمان في القرن الثاني عشر سيمون في دورهام، قتل المغيرون الرهبان المقيمين أو ألقوا بهم في البحر ليغرقوا أو حملوهم كعبيد - إلى جانب بعض كنوز الكنيسة. في عام 875، بعد ثمانية عقود من الغارات المتكررة على الفايكنج، فر الرهبان من لينديسفارن، حاملين معهم آثار القديس كاتبيرت.

### أسكتلندا
تمت مداهمة الدير في إيونا على الساحل الغربي لأول مرة عام 794، وكان لا بد من التخلي عنه بعد حوالي خمسين عامًا بعد عدة هجمات مدمرة. في حين أن هناك سجلات قليلة من الفترة المبكرة، يُعتقد أن الوجود الإسكندنافي في اسكتلندا زاد في الثمانينات.

### أيرلندا

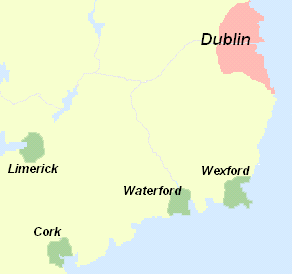
خريطة توضح مناطق السيطرة على نورس في أيرلندا في القرن العاشر

قام الفايكنج بغارات واسعة النطاق في أيرلندا وأسسوا العديد من المدن، بما في ذلك دبلن وليميريك ويكسفورد ووترفورد وويكلو وأركلو وليكسليب. يعكس الأدب والحرف والأساليب الزخرفية في أيرلندا وبريطانيا الثقافة الاسكندنافية. الفايكنج المتداولة في الأسواق الأيرلندية في دبلن. عثرت الحفريات على أقمشة مستوردة من إنجلترا وبيزنطة وبلاد فارس وآسيا الوسطى. أصبحت دبلن مزدحمة للغاية بحلول القرن الحادي عشر حيث تم بناء المنازل خارج أسوار المدينة.